# French Open-mesterskabet i mixed double
French Open-mesterskabet i mixed double er en tennisturnering, som er blevet afviklet som en del af French Open siden 1902. Turneringen spilles udendørs på grusbaner, og er siden 1928 blevet afviklet på Stade Roland Garros i Paris, Frankrig. French Open spilles i den sidste uge af maj og den første uge af juni og har siden 1987 kronologisk set været den anden grand slam-turnering i kalenderåret. Turneringen blev ikke spillet fra 1915 til 1919 på grund af første verdenskrig og i perioden 1940-45 på grund af anden verdenskrig.
I perioden fra 1902 til 1924 var turneringen forbeholdt medlemmer af franske tennisklubber. Siden afskaffelsen af verdensmesterskaberne i tennis i 1925 har mesterskabet haft status af "major championship", som senere blev kaldt grand slam-turnering, og samtidig været åbent for udenlandske spillere. Mesterskabet var til og med 1967 forbeholdt amatører, men siden 1968 har det også være åbent for professionelle spillere.
Max Decugis og Suzanne Lenglen har begge vundet turneringen syv gange, heraf to gange i (1914 og 1920) som makkere. Lenglen vandt sine sidste fem titler sammen med Jacques Brugnon, som er spilleren med tredjeflest titler. Margaret Court vandt fire titler i 1960'erne. Ingen andre spillere har mere end tre titler.

## Præmier
Tekst mangler, hjælp os med at skrive teksten

## Vindere og finalister

### Flest titler
| Spiller              | Antal titler | Antal titler | Antal titler | Antal titler | År                                       |
| Spiller              | Total        | Nat.         | Int.         | Åben         | År                                       |
| -------------------- | ------------ | ------------ | ------------ | ------------ | ---------------------------------------- |
| Max Decugis          | 7            | 7            | -            | -            | 1904, 1905, 1906, 1908, 1909, 1914, 1920 |
| Suzanne Lenglen      | 7            | 5            | 2            | -            | 1914, 1920, 1921, 1922, 1923, 1925, 1926 |
| Jacques Brugnon      | 5            | 3            | 2            | -            | 1921, 1922, 1923, 1925, 1926             |
| Marguerite Broquedis | 4            | 2            | 2            | -            | 1911, 1913, 1924, 1927                   |
| Margaret Court       | 4            | -            | 3            | 1            | 1963, 1964, 1965, 1969                   |
| Jean Borotra         | 3            | 1            | 2            | -            | 1924, 1927, 1934                         |
| Doris Hart           | 3            | -            | 3            | -            | 1951, 1952, 1953                         |
| Ken Fletcher         | 3            | -            | 3            | -            | 1963, 1964, 1965                         |
| Françoise Dürr       | 3            | -            | -            | 3            | 1968, 1971, 1973                         |
| Jean-Claude Barclay  | 3            | -            | -            | 3            | 1968, 1971, 1973                         |
| Katarina Srebotnik   | 3            | -            | -            | 3            | 1999, 2006, 2010                         |

### Alle vindere og finalister
| År                                  | Vinder                                               | Finalist                                             | Finaleresultat                                       |
| Nationale franske mesterskaber      | Nationale franske mesterskaber                       | Nationale franske mesterskaber                       | Nationale franske mesterskaber                       |
| ----------------------------------- | ---------------------------------------------------- | ---------------------------------------------------- | ---------------------------------------------------- |
| 1902                                | Yvonne Prevost (1) Réginald Forbes (1)               | Adine Masson Willy Masson                            |                                                      |
| 1903                                | Yvonne Prevost (2) Réginald Forbes (2)               |                                                      |                                                      |
| 1904                                | Katie Gillou (1) Max Decugis (1)                     |                                                      |                                                      |
| 1905                                | Yvonne de Pfeffel (1) Max Decugis (2)                |                                                      |                                                      |
| 1906                                | Yvonne de Pfeffel (2) Max Decugis (3)                |                                                      |                                                      |
| 1907                                | Antoniette Péan (1) Robert Wallet (1)                |                                                      |                                                      |
| 1908                                | Katie Fenwick (2) Max Decugis (4)                    |                                                      |                                                      |
| 1909                                | Jeanne Matthey (1) Max Decugis (5)                   | Mlle Flouch Jean Samezeuilh                          | 7–5, 7–5                                             |
| 1910                                | Marguerite Mény (1) Édouard Mény de Marangue (1)     | Daisy Speranza William Laurentz                      | 7–5, 0–6, 6–3                                        |
| 1911                                | Marguerite Broquedis (1) Andre Gobert (1)            | Marguerite Mény Édouard Mény de Marangue             | 6–4, 6–3                                             |
| 1912                                | Daisy Speranza (1) William Laurentz (1)              |                                                      |                                                      |
| 1913                                | Marguerite Broquedis (2) William Laurentz (2)        | Elizabeth Ryan Max Decugis                           |                                                      |
| 1914                                | Suzanne Lenglen (1) Max Decugis (6)                  | Suzanne Amblard Maurice Germot                       | 6–4, 6–1                                             |
| 1915-19                             | Ingen mesterskaber                                   | Ingen mesterskaber                                   | Ingen mesterskaber                                   |
| 1920                                | Suzanne Lenglen (2) Max Decugis (7)                  | Marie Conquet Marcel Dupont                          | 6–0, 6–3                                             |
| 1921                                | Suzanne Lenglen (3) Jacques Brugnon (1)              | Marguerite Billout Max Decugis                       | 6–4, 6–1                                             |
| 1922                                | Suzanne Lenglen (4) Jacques Brugnon (2)              | Germaine Golding Jean Borotra                        | 6–0, 6–0                                             |
| 1923                                | Suzanne Lenglen (5) Jacques Brugnon (3)              | Yvonne Bourgeois Henri Cochet                        | 6–1, 7–5                                             |
| 1924                                | Marguerite Billout (3) Jean Borotra (1)              | Germaine Golding Jean Couitéas                       | 6–2, 8–6                                             |
| Internationale franske mesterskaber |                                                      |                                                      |                                                      |
| 1925                                | Suzanne Lenglen (6) Jacques Brugnon (4)              | Didi Vlasto Henri Cochet                             | 6–2, 6–2                                             |
| 1926                                | Suzanne Lenglen (7) Jacques Brugnon (5)              | Nanette le Besnerais Jean Borotra                    | 6–4, 6–3                                             |
| 1927                                | Marguerite Broquedis Bordes (4) Jean Borotra (2)     | Lili de Alvarez Bill Tilden                          | 6–4, 2–6, 6–2                                        |
| 1928                                | Eileen Bennett (1) Henri Cochet (1)                  | Helen Wills Moody Frank Hunter                       | 3–6, 6–3, 6–3                                        |
| 1929                                | Eileen Bennett (2) Henri Cochet (2)                  | Helen Wills Frank Hunter                             | 6–3, 6–2                                             |
| 1930                                | Cilly Aussem (1) Bill Tilden (1)                     | Eileen Bennett Whittingstall Henri Cochet            | 6–4, 6–4                                             |
| 1931                                | Betty Nuthall (1) Pat Spence (1)                     | Dorothy Shepherd-Barron Bunny Austin                 | 6–3, 5–7, 6–3                                        |
| 1932                                | Betty Nuthall (2) Fred Perry (1)                     | Helen Wills Moody Sidney Wood                        | 6–4, 6–2                                             |
| 1933                                | Margaret Scriven-Vivian (1) Jack Crawford (1)        | Betty Nuthall Fred Perry                             | 6–2, 6–3                                             |
| 1934                                | Colette Rosambert (1) Jean Borotra (3)               | Elizabeth Ryan Adrian Quist                          | 6–2, 6–4                                             |
| 1935                                | Lolette Payot (1) Marcel Bernard (1)                 | Sylvie Henrotin André Martin-Legeay                  | 4–6, 6–2, 6–4                                        |
| 1936                                | Billie Yorke (1) Marcel Bernard (2)                  | Sylvie Henrotin André Martin-Legeay                  | 7–5, 6–8, 6–3                                        |
| 1937                                | Simonne Mathieu (1) Yvon Petra (1)                   | Marie-Louise Horn Roland Journu                      | 7–5, 7–5                                             |
| 1938                                | Simonne Mathieu (2) Dragutin Mitić (1)               | Nancye Wynne Christian Boussus                       | 2–6, 6–3, 6–4                                        |
| 1939                                | Sarah Palfrey Fabyan (1) Elwood Cooke (1)            | Simonne Mathieu Franjo Kukuljević                    | 4–6, 6–1, 7–5                                        |
| 1940-45                             | Ingen officielle mesterskaber                        | Ingen officielle mesterskaber                        | Ingen officielle mesterskaber                        |
| 1946                                | Pauline Betz (1) Budge Patty (1)                     | Dorothy Cheney Tom Brown                             | 7–5, 9–7                                             |
| 1947                                | Sheila Summers (1) Eric Sturgess (1)                 | Jadwiga Jędrzejowska Christian Caralulis             | 6–0, 6–0                                             |
| 1948                                | Patricia Canning Todd (1) Jaroslav Drobný (1)        | Doris Hart Frank Sedgman                             | 6–3, 3–6, 6–3                                        |
| 1949                                | Sheila Piercey Summers (2) Eric Sturgess (2)         | Jean Quertier Gerry Oakley                           | 6–1, 6–1                                             |
| 1950                                | Barbara Scofield (1) Enrique Morea (1)               | Patricia Canning Todd Bill Talbert                   | walkover                                             |
| 1951                                | Doris Hart (1) Frank Sedgman (1)                     | Thelma Coyne Long Mervyn Rose                        | 7–5, 6–2                                             |
| 1952                                | Doris Hart (2) Frank Sedgman (2)                     | Shirley Fry Eric Sturgess                            | 6–8, 6–3, 6–3                                        |
| 1953                                | Doris Hart (3) Vic Seixas (1)                        | Maureen Connolly Mervyn Rose                         | 4–6, 6–4, 6–0                                        |
| 1954                                | Maureen Connolly (1) Lew Hoad (1)                    | Jacqueline Patorni Rex Hartwig                       | 6–4, 6–3                                             |
| 1955                                | Darlene Hard (1) Gordon Forbes (1)                   | Jenny Staley Luis Ayala                              | 5–7, 6–1, 6–2                                        |
| 1956                                | Thelma Coyne Long (1) Luis Ayala (1)                 | Doris Hart Bob Howe                                  | 4–6, 6–4, 6–1                                        |
| 1957                                | Věra Suková (1) Jiří Javorský (1)                    | Edda Buding Luis Ayala                               | 6–3, 6–4                                             |
| 1958                                | Shirley Bloomer (1) Nicola Pietrangeli (1)           | Lorraine Coghlan Bob Howe                            | 8–6, 6–2                                             |
| 1959                                | Yola Ramírez Ochoa (1) William Knight (1)            | Renée Schuurman Rod Laver                            | 6–4, 6–4                                             |
| 1960                                | Maria Bueno (1) Bob Howe (1)                         | Ann Haydon Roy Emerson                               | 1–6, 6–1, 6–2                                        |
| 1961                                | Darlene Hard (2) Rod Laver (1)                       | Věra Suková Jiří Javorský                            | 6–0, 2–6, 6–3                                        |
| 1962                                | Renée Schuurman (1) Bob Howe (2)                     | Lesley Turner Fred Stolle                            | 3–6, 6–4, 6–4                                        |
| 1963                                | Margaret Smith (1) Ken Fletcher (1)                  | Lesley Turner Fred Stolle                            | 6–1, 6–2                                             |
| 1964                                | Margaret Smith (2) Ken Fletcher (2)                  | Lesley Turner Fred Stolle                            | 6–3, 4–6, 8–6                                        |
| 1965                                | Margaret Smith (3) Ken Fletcher (3)                  | Maria Bueno John Newcombe                            | 6–4, 6–4                                             |
| 1966                                | Annette Van Zyl (1) Frew McMillan (1)                | Ann Jones Clark Graebner                             | 1–6, 6–3, 6–2                                        |
| 1967                                | Billie Jean King (1) Owen Davidson (1)               | Ann Jones Ion Ţiriac                                 | 6–3, 6–1                                             |
| Åbne franske mesterskaber           |                                                      |                                                      |                                                      |
| 1968                                | Françoise Dürr (1) Jean-Claude Barclay (1)           | Billie Jean King Owen Davidson                       | 6–1, 6–4                                             |
| 1969                                | Margaret Court (4) Marty Riessen (1)                 | Françoise Dürr Jean-Claude Barclay                   | 6–3, 6–2                                             |
| 1970                                | Billie Jean King (2) Bob Hewitt (1)                  | Françoise Dürr Jean-Claude Barclay                   | 3–6, 6–4, 6–2                                        |
| 1971                                | Françoise Dürr (2) Jean-Claude Barclay (2)           | Winnie Shaw Toomas Leius                             | 6–2, 6–4                                             |
| 1972                                | Evonne Goolagong (1) Kim Warwick (1)                 | Françoise Dürr Jean-Claude Barclay                   | 6–2, 6–4                                             |
| 1973                                | Françoise Dürr (3) Jean-Claude Barclay (3)           | Betty Stöve Patrice Dominguez                        | 6–1, 6–4                                             |
| 1974                                | Martina Navratilova (1) Iván Molina (1)              | Rosie Reyes Darmon Marcelo Lara                      | 6–3, 6–3                                             |
| 1975                                | Fiorella Bonicelli (1) Thomaz Koch (1)               | Pam Teeguarden Jaime Fillol                          | 6–4, 7–6                                             |
| 1976                                | Ilana Kloss (1) Kim Warwick (2)                      | Linky Boshoff Colin Dowdeswell                       | 5–7, 7–6, 6–2                                        |
| 1977                                | Mary Carillo (1) John McEnroe (1)                    | Florența Mihai Iván Molina                           | 7–6, 6–4                                             |
| 1978                                | Renáta Tomanová (1) Pavel Složil (1)                 | Virginia Ruzici Patrice Dominguez                    | 7–6, opg.                                            |
| 1979                                | Wendy Turnbull (1) Bob Hewitt (2)                    | Virginia Ruzici Ion Ţiriac                           | 6–3, 2–6, 6–1                                        |
| 1980                                | Anne Smith (1) Billy Martin (1)                      | Renáta Tomanová Stanislav Birner                     | 2–6, 6–4, 8–6                                        |
| 1981                                | Andrea Jaeger (1) Jimmy Arias (1)                    | Betty Stöve Fred McNair                              | 7–6, 6–4                                             |
| 1982                                | Wendy Turnbull (2) John Lloyd (1)                    | Cláudia Monteiro Cássio Motta                        | 6–2, 7–6                                             |
| 1983                                | Barbara Jordan (1) Eliot Teltscher (1)               | Leslie Allen Charles Strode                          | 6–2, 6–3                                             |
| 1984                                | Anne Smith (2) Dick Stockton (1)                     | Anne Minter Laurie Warder                            | 6–2, 6–4                                             |
| 1985                                | Martina Navratilova (2) Heinz Günthardt (1)          | Paula Smith Francisco González                       | 2–6, 6–3, 6–2                                        |
| 1986                                | Kathy Jordan (1) Ken Flach (1)                       | Rosalyn Fairbank Nideffer Mark Edmondson             | 3–6, 7–6(3), 6–3                                     |
| 1987                                | Pam Shriver (1) Emilio Sánchez Vicario (1)           | Lori McNeil Sherwood Stewart                         | 6–3, 7–6(4)                                          |
| 1988                                | Lori McNeil (1) Jorge Lozano (1)                     | Brenda Schultz-McCarthy Michiel Schapers             | 7–5, 6–2                                             |
| 1989                                | Manon Bollegraf (1) Tom Nijssen (1)                  | Arantxa Sánchez Vicario Horacio de la Peña           | 6–3, 6–7(3), 6–2                                     |
| 1990                                | Arantxa Sánchez Vicario (1) Jorge Lozano (2)         | Nicole Provis Danie Visser                           | 7–6(5), 7–6(8)                                       |
| 1991                                | Helena Suková (1) Cyril Suk (1)                      | Caroline Vis Paul Haarhuis                           | 3–6, 6–4, 6–1                                        |
| 1992                                | Arantxa Sánchez Vicario (2) Todd Woodbridge (1)      | Lori McNeil Bryan Shelton                            | 6–2, 6–3                                             |
| 1993                                | Jevgenija Manjukova (1) Andrej Olhovskij (1)         | Elna Reinach Danie Visser                            | 6–2, 4–6, 6–4                                        |
| 1994                                | Kristie Boogert (1) Menno Oosting (1)                | Larisa Savchenko-Neiland Andrej Olhovskij            | 7–5, 3–6, 7–5                                        |
| 1995                                | Larisa Savchenko-Neiland (1) Mark Woodforde (1)      | Jill Hetherington John-Laffnie de Jager              | 7–6(8), 7–6(4)                                       |
| 1996                                | Patricia Tarabini (1) Javier Frana (1)               | Nicole Arendt Luke Jensen                            | 6–2, 6–2                                             |
| 1997                                | Rika Hiraki (1) Mahesh Bhupathi (1)                  | Lisa Raymond Patrick Galbraith                       | 6–4, 6–1                                             |
| 1998                                | Venus Williams (1) Justin Gimelstob (1)              | Serena Williams Luis Lobo                            | 6–4, 6–4                                             |
| 1999                                | Katarina Srebotnik (1) Piet Norval (1)               | Larisa Savchenko-Neiland Rick Leach                  | 6–3, 3–6, 6–3                                        |
| 2000                                | Mariaan de Swardt (1) David Adams (1)                | Rennae Stubbs Todd Woodbridge                        | 6–3, 3–6, 6–3                                        |
| 2001                                | Virginia Ruano Pascual (1) Tomás Carbonell (1)       | Paola Suárez Jaime Oncins                            | 7–5, 6–3                                             |
| 2002                                | Cara Black (1) Wayne Black (1)                       | Jelena Bovina Mark Knowles                           | 6–3, 6–3                                             |
| 2003                                | Lisa Raymond (1) Mike Bryan (1)                      | Jelena Likhovtseva Mahesh Bhupathi                   | 6–3, 6–4                                             |
| 2004                                | Tatiana Golovin (1) Richard Gasquet (1)              | Cara Black Wayne Black                               | 6–3, 6–4                                             |
| 2005                                | Daniela Hantuchová (1) Fabrice Santoro (1)           | Martina Navratilova Leander Paes                     | 3–6, 6–3, 6–2                                        |
| 2006                                | Katarina Srebotnik (2) Nenad Zimonjić (1)            | Jelena Likhovtseva Daniel Nestor                     | 6–3, 6–4                                             |
| 2007                                | Nathalie Dechy (1) Andy Ram (1)                      | Katarina Srebotnik Nenad Zimonjić                    | 7–5, 6–3                                             |
| 2008                                | Viktorija Azarenka (1) Bob Bryan (1)                 | Katarina Srebotnik Nenad Zimonjić                    | 6–2, 7–6(4)                                          |
| 2009                                | Liezel Huber (1) Bob Bryan (2)                       | Vania King Marcelo Melo                              | 5–7, 7–6(5), [10–7]                                  |
| 2010                                | Katarina Srebotnik (3) Nenad Zimonjić (2)            | Jaroslava Sjvedova Julian Knowle                     | 4–6, 7–6(5), [11–9]                                  |
| 2011                                | Casey Dellacqua (1) Scott Lipsky (1)                 | Katarina Srebotnik Nenad Zimonjić                    | 7–6(6), 4–6, [10–7]                                  |
| 2012                                | Sania Mirza (1) Mahesh Bhupathi (2)                  | Klaudia Jans-Ignacik Santiago González               | 7–6(7–3), 6–1                                        |
| 2013                                | Lucie Hradecká (1) František Čermák (1)              | Kristina Mladenovic Daniel Nestor                    | 1–6, 6–4, [10–6]                                     |
| 2014                                | Anna-Lena Grönefeld (1) Jean-Julien Rojer (1)        | Julia Görges Nenad Zimonjić                          | 4–6, 6–2, [10–7]                                     |
| 2015                                | Bethanie Mattek-Sands (1) Mike Bryan (2)             | Lucie Hradecká Marcin Matkowski                      | 7–6(3), 6–1                                          |
| 2016                                | Martina Hingis (1) Leander Paes (1)                  | Sania Mirza Ivan Dodig                               | 4–6, 6–4, [10–8]                                     |
| 2017                                | Gabriela Dabrowski (1) Rohan Bopanna (1)             | Anna-Lena Grönefeld Robert Farah                     | 2–6, 6–2, [12–10]                                    |
| 2018                                | Latisha Chan (1) Ivan Dodig (1)                      | Gabriela Dabrowski Mate Pavić                        | 6–1, 6–7(5), [10–8]                                  |
| 2019                                | Latisha Chan (2) Ivan Dodig (2)                      | Gabriela Dabrowski Mate Pavić                        | 6–1, 7–6(5)                                          |
| 2020                                | Ingen mixed double-turnering pga. COVID-19-pandemien | Ingen mixed double-turnering pga. COVID-19-pandemien | Ingen mixed double-turnering pga. COVID-19-pandemien |
| 2021                                | Desirae Krawczyk (1) Joe Salisbury (1)               | Jelena Vesnina Aslan Karatsev                        | 2–6, 6–4, [10–5]                                     |
| 2022                                | Ena Shibahara (1) Wesley Koolhof (1)                 | Ulrikke Eikeri Joran Vliegen                         | 7–6(5), 6–2                                          |
| 2023                                | Miyu Kato (1) Tim Pütz (1)                           | Bianca Andreescu Michael Venus                       | 4–6, 6–4, [10–6]                                     |
| 2024                                | Laura Siegemund (1) Édouard Roger-Vasselin (1)       | Desirae Krawczyk Neal Skupski                        | 6–4, 7–5                                             |
| 2025                                | Sara Errani (1) Andrea Vavassori (1)                 | Taylor Townsend Evan King                            | 6–4, 6–2                                             |